# Actinoprosopa maris
Actinoprosopa maris là một loài ruồi trong họ Tachinidae.